# Vorstendom Anhalt-Bernburg(-Schaumburg)-Hoym

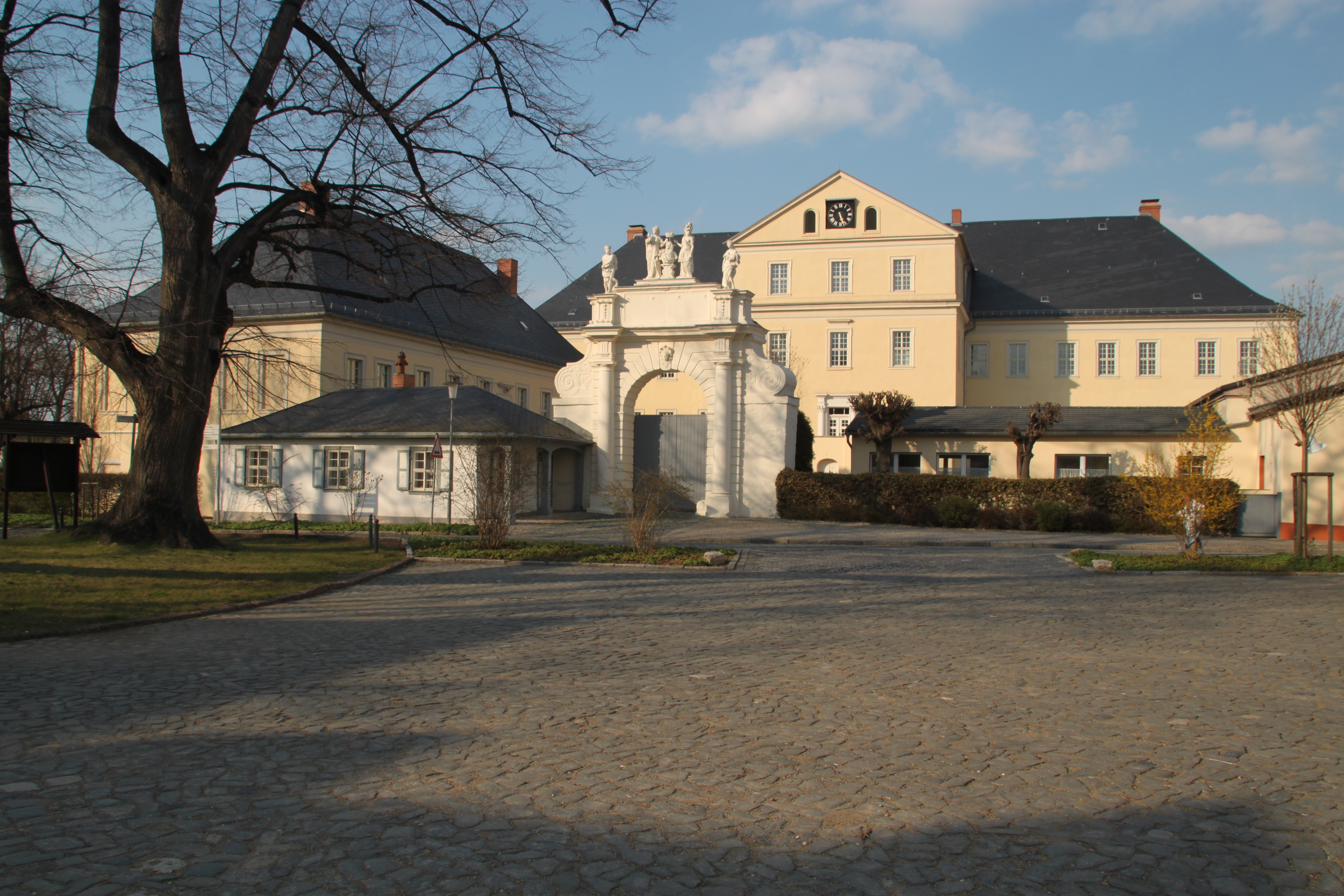
Slot Hoym

Het vorstendom Anhalt-Bernburg(-Schaumburg)-Hoym ontstaan als vorstendom Anhalt-Bernburg-Zeits-Hoym was een vorstendom binnen het Heilige Roomse Rijk dat geregeerd werd door een zijtak van het Anhalt-Bernburg. 
Het vorstendom ontstond na de splitsing van Victor Amadeus van Anhalt-Bernburg in 1718 waarna zijn tweede zoon Lebrecht Hoym verkreeg.
De naam van het vorstendom werd in 1727 veranderd van Anhalt-Zeitz-Hoym naar Anhalt-Bernburg-Schaumburg-Hoym naar het gelijknamige vorstenhuis.
De dood van vorst Frederik op 24 december 1812 stierf het vorstenhuis uit en het gebied van het vorstendom werd onderdeel van het tot hertogdom verhoogde Anhalt-Bernbrug.

## Vorsten
- 1718-1727: Lebrecht
- 1727-1772: Victor I Amadeus Adolf
- 1772-1806: Karel Lodewijk
- 1806-1811: Frederik
- 1811-1812: Victor II Karel Frederik